# Koncertna dvorana Vatroslava Lisinskog

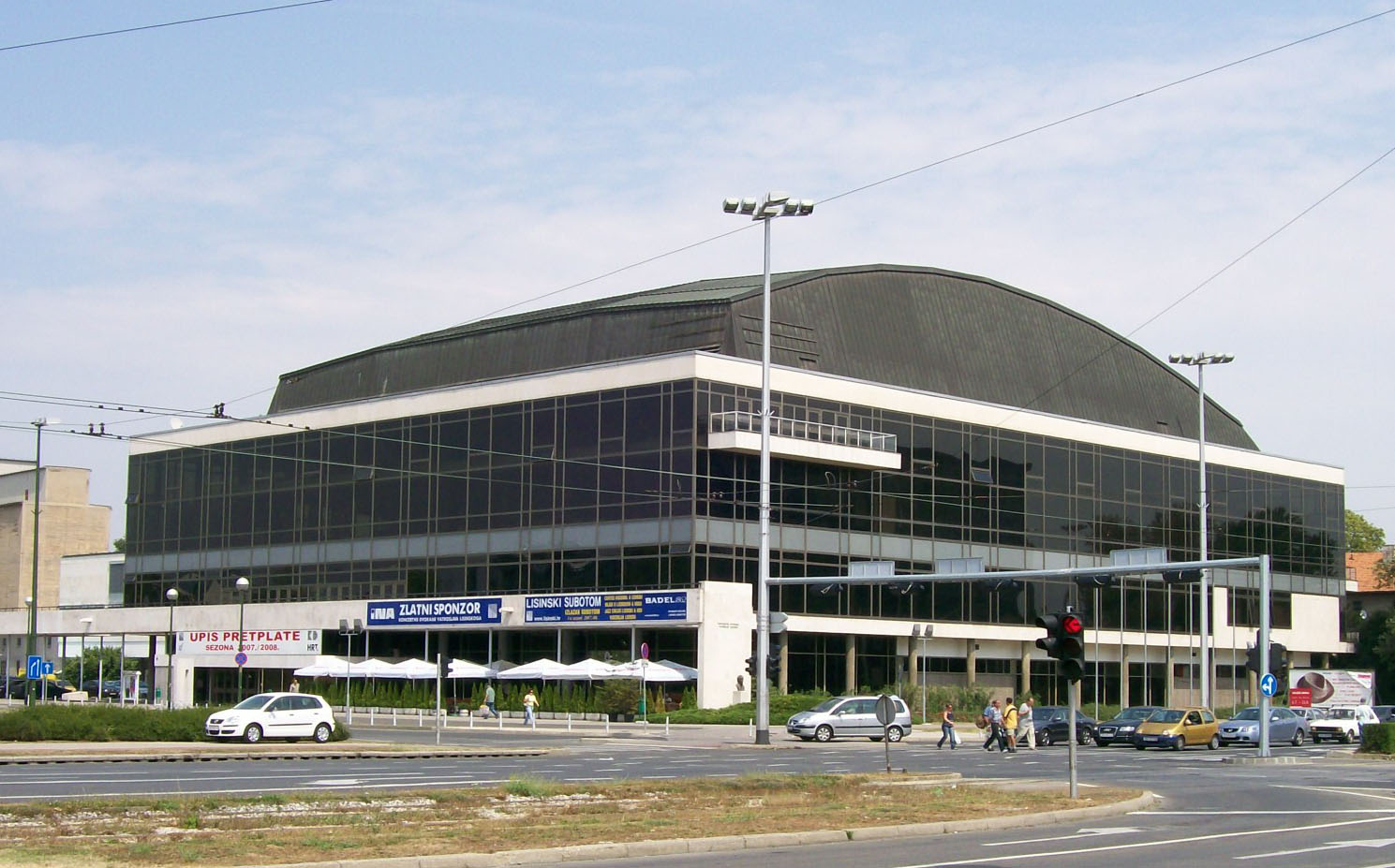
Koncertna dvorana Vatroslava Lisinskog

Die Koncertna dvorana Vatroslava Lisinskog (deutsch Konzerthalle Vatroslav Lisinski) oder kurz: Lisinski ist eine Konzert- und Kongresshalle in der kroatischen Hauptstadt Zagreb.
Die Halle wurde nach Plänen des Architekten Marijan Haberle errichtet und im Dezember 1973 eröffnet. Es gibt einen großen Saal mit 1841 Sitzplätzen und einen kleinen mit 305 Sitzplätzen. Neben internationalen Fachtagungen kommen klassische Musik, Theater und Ballett zur Aufführung. 1990 fand hier der Eurovision Song Contest statt.

## Panorama

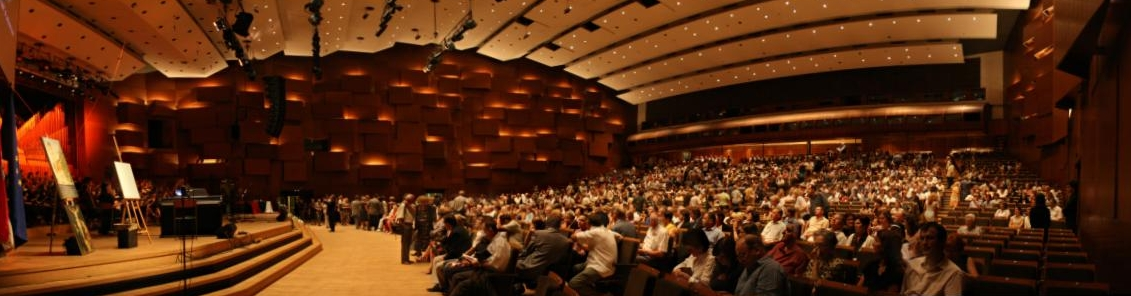
Der große Saal